# Колумб, Фернандо
Фернандо Колумб, или Коло́н (исп. Fernando (Hernando) Colomb (Colón); 15 августа 1488, Кордова (Испания) — 12 июля 1539, Севилья) — испанский писатель
 и космограф, биограф своего отца Христофора Колумба.
У Христофора Колумба было два сына — законный, Диего, и незаконный, Фернандо, прижитый в Испании, от связи с Беатрисой Энрикес де Арана; скоро после смерти отца стали очень состоятельными людьми и получали громадные по своему времени доходы.
Фернандо Колон пользовался благосклонностью императора Карла V, исполнял некоторые важные его поручения, но более занимался науками и собрал большую библиотеку в своём мраморном дворце, построенном им в Севилье, где он жил настоящим грандом, получая до 200 тыс. франков в год дохода.
Его библиотека (12 000 томов), весьма ценная документами по истории открытия Америки, в 1551 году перешедшая к севильскому собору, была расхищена в XIX веке. Жизнеописание отца, составленное Фернандо в последние два года жизни, было опубликовано в 1571 году в Венеции.